# Sanctuary Wood Cemetery

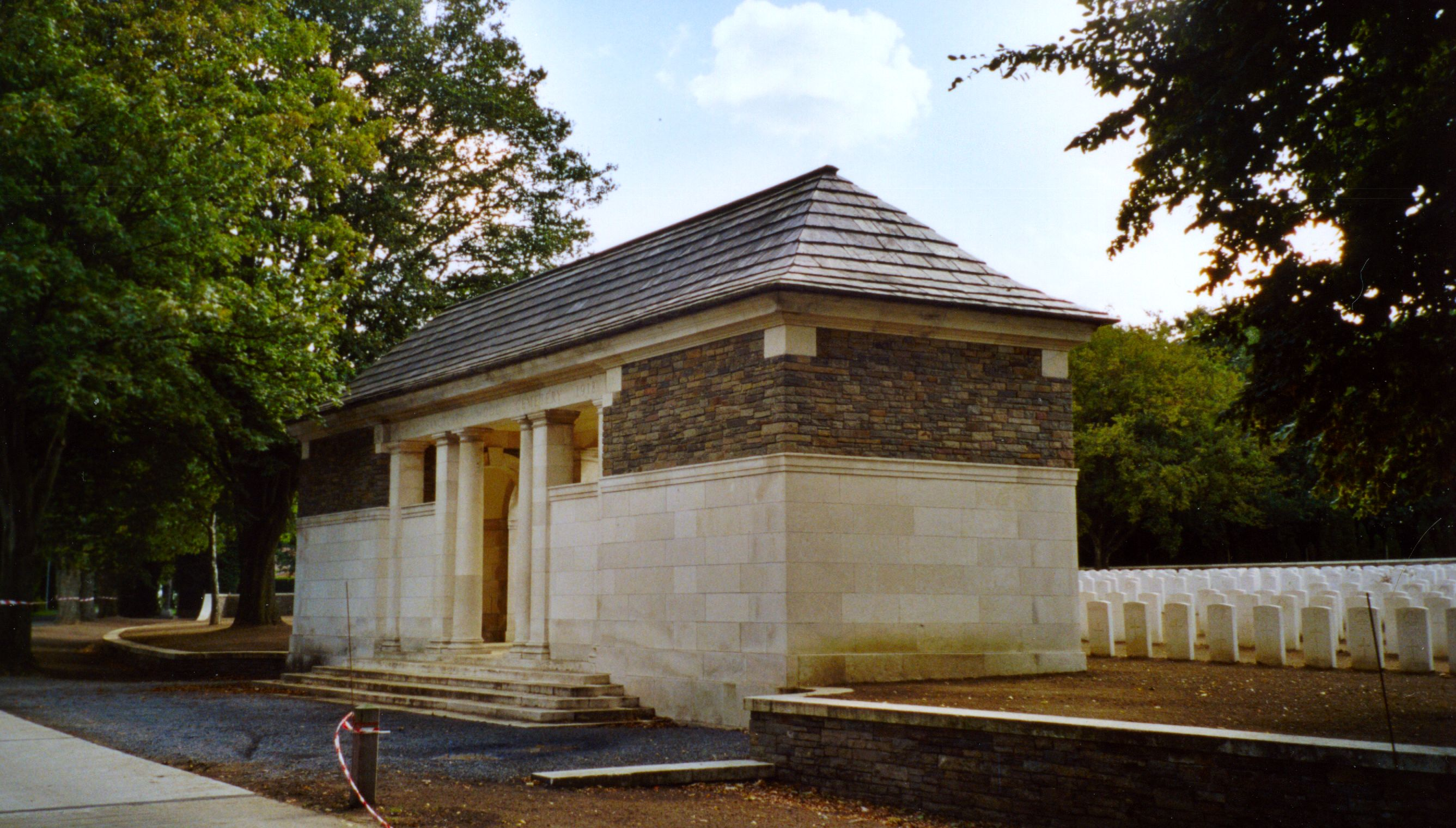
Der Eingang zum Soldatenfriedhof

Sanctuary Wood Cemetery ist ein kleiner, britischer Soldatenfriedhof des Ersten Weltkriegs mit dreieckigem Grundriss, ungefähr fünf Kilometer südöstlich von Ypern und etwa 200 Meter vom Hill 62 entfernt.

## Geschichte
Sanctuary Wood („Refugium-Wald“) wurde der Wald von britischen Truppen im November 1914 genannt, weil der den Truppen in den Kämpfen um Ypern Schutz bot. Im September 1915 wurden drei kleinere Friedhöfe, die zwischen Mai und August 1915 angelegt wurden, im Gefecht von Mont Sorrel weitgehend zerstört. Der Rest von 137 Gräbern konnten erst am Ende des Krieges wiedergefunden werden. Zwischen 1927 und 1932 wurden einzelne Grabstätten aus dem Umland hierher umgebettet. Die meisten Toten stammen aus der Zweiten, der Dritten und Vierten Flandernschlacht, insgesamt 637 Gräber. Das Pendant auf der anderen Seite der Front war der Soldatenfriedhof Koelberg.